# Richard Rich, 1.º Barão Rich
Richard Rich, 1.º Barão de Rich (Basingstoke, 1496 – Rochford, 12 de junho de 1567), foi Chanceler do Reino da Inglaterra, durante o reinado de Eduardo VI, de 1547 a janeiro de 1552. Ele foi um beneficiário da Dissolução dos Monastérios e perseguiu os oponentes da Igreja e do Estado. Ele torturou pessoalmente a escritora, poetisa e mártir protestante inglesa Anne Askew.

## Carreira
Pouco se sabe sobre os primeiros anos de vida de Rich. Ele pode ter estudado em Cambridge antes de 1516. Naquele ano, ele entrou no Middle Temple como advogado e em algum ponto entre 1520 e 1525 ele foi um leitor no New Inn. Em 1528, Rich estava em busca de um patrono e escreveu ao Cardeal Wolsey; em 1529, Thomas Audley conseguiu ajudá-lo a ser eleito deputado por Colchester. À medida que a carreira de Audley avançava no início da década de 1530, o mesmo acontecia com a de Rich, por meio de uma variedade de cargos jurídicos, antes de se tornar verdadeiramente proeminente em meados da década de 1530. 
Seguiram-se outras preferências e, em 1533, Rich foi nomeado cavaleiro e se tornou o procurador-geral da Inglaterra e do País de Gales, cargo em que atuou sob Thomas Cromwell como um "martelo menor" para a demolição dos mosteiros e para garantir a operação de Henrique VIII do Ato de Supremacia. Rich participou dos julgamentos de Thomas More e do bispo John Fisher. Em ambos os casos, suas provas contra o prisioneiro incluíam confissões feitas em conversas amigáveis e, no caso de More, as palavras receberam uma interpretação errada que dificilmente poderia ser senão intencional.
Como procurador do rei, Rich viajou para o castelo Kimbolton em janeiro de 1536 para fazer o inventário dos bens de Catarina de Aragão e escreveu a Henrique aconselhando-o sobre como ele poderia obter seus bens de maneira adequada.

### Chanceler
Em 19 de abril de 1536, Rich tornou-se chanceler do Tribunal de Aumentos, estabelecido para a disposição das receitas monásticas. Sua própria parte do despojo, adquirida por concessão ou compra, incluía Leez (Leighs) Priory e cerca de 100 solares em Essex. Ele foi presidente da Câmara dos Comuns no mesmo ano e defendeu a política do rei. Apesar da participação que ele teve na supressão dos mosteiros, a acusação de Thomas More e do bispo Fisher e o papel que ele desempenhou sob Eduardo VI e Elizabeth, suas crenças religiosas permaneceram nominalmente católicas romanas.
Rich também participou da tortura de Anne Askew, a única mulher torturada na Torre de Londres. Ele e o chanceler Wriothesley giraram as rodas da prateleira para torturá-la.

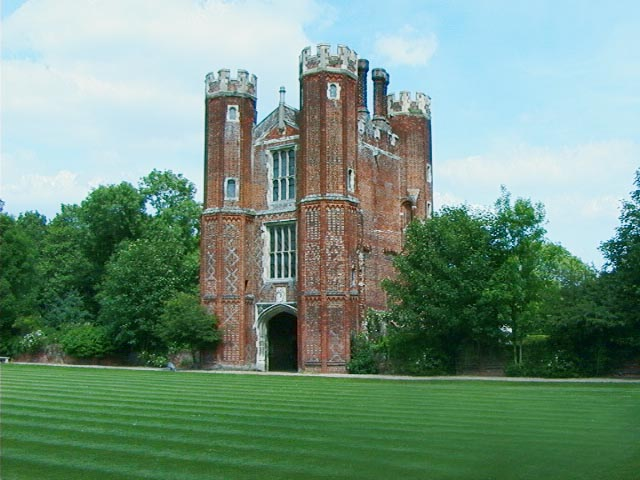
Torre Leez Priory

### Baron Rich
Rich foi um executor assistente do testamento do rei Henrique VIII e recebeu uma concessão de terras. Ele se tornou o Barão Rich de Leez em 26 de fevereiro de 1547. No mês seguinte, ele sucedeu Wriothesley como chanceler. Ele apoiou o Lorde Protetor Edward Seymour em suas políticas, incluindo reformas nos assuntos da Igreja e a acusação de seu irmão Thomas Seymour, até a crise de outubro de 1549, quando ele se juntou ao Conde de Warwick. Ele renunciou ao cargo em janeiro de 1552.

### Processo de bispos
Rich participou da acusação dos bispos Stephen Gardiner e Edmund Bonner, e teve um papel no duro tratamento dispensado à futura Maria I da Inglaterra. Mas após sua ascensão, Maria não mostrou má vontade a Rich. Ele participou ativamente da restauração da velha religião em Essex sob o novo reinado e foi um dos perseguidores mais ativos. Suas reaparições no conselho privado foram raras durante o reinado de Maria; mas sob o comando de Isabel ele serviu como comissão para inquirir sobre as concessões de terras feitas sob Maria, e em 1566 foi enviado para aconselhar sobre a questão do casamento da rainha. 
Ele morreu em Rochford em Essex, em 12 de junho de 1567, e foi enterrado em Igreja de Felsted.

## Legado
Desde meados do século XVI, Rich tem uma reputação de imoralidade, desonestidade financeira, traição, perjúrio e traição raramente igualada na história inglesa. O historiador Hugh Trevor-Roper chamou Rich de um homem "de quem ninguém jamais falou uma palavra boa".